# European Hockey League 1996/97
Die Saison 1996/97 der European Hockey League war die erste Austragung des Wettbewerbs der Internationalen Eishockey-Föderation IIHF und fand parallel zur letzten Austragung des Europapokals statt. Er wurde zwischen September 1996 und dem 26. Januar 1997 ausgetragen. Insgesamt nahmen 20 Mannschaften aus zwölf Nationen teil. Die Ligen aus Finnland, Tschechien und Schweden waren mit jeweils drei Teams im Wettbewerb vertreten, während Russland und Deutschland je zwei Teilnehmer stellten.
Als erster Sieger des Wettbewerbs, dessen Final Four in der Elysée Arena im finnischen Turku veranstaltet wurde, ging TPS Turku aus der finnischen SM-liiga hervor, der somit erstmals einen internationalen Titel erringen konnte und auf der Silver Stone Trophy verewigt wurde. Die finnische Mannschaft traf zu Beginn der folgenden Spielzeit auf den Sieger des Landesmeister-Wettbewerbs, um den Gewinner des IIHF Super Cup auszuspielen.
Die Landesmeister aus Schweden und Finnland hatten auf die Teilnahme am Europapokal verzichtet und starteten in der EHL. Ansonsten oblag die sportliche Qualifikation den jeweiligen Ländern. Um das Teilnehmerfeld aufzufüllen, entschied sich die IIHF, Mannschaften aus den bevölkerungsreichen Städten Europas einzuladen, um in den Metropolen Publikum zu gewinnen. Da mit dem HK ZSKA Moskau, CE Wien, Manchester Storm und dem HC Milano 24 vier solcher eingeladenen Mannschaften enttäuschten und in der Vorrunde scheiterten, verwarf der Weltverband für das Folgejahr diesen Plan teilweise und legte mehr Wert auf die sportlichen Leistungen der einzelnen Teams.

## Teilnehmer
Die 20 Teilnehmer, die der ersten Austragung beiwohnten, stammten aus zwölf verschiedenen europäischen Ligen. Die stärksten unter ihnen stellten dabei mehr als nur einen Teilnehmer, darunter die finnische SM-liiga, schwedische Elitserien und tschechische Extraliga mit jeweils drei sowie die russische Superliga und die Deutsche Eishockey Liga mit zwei Mannschaften. Die Landesmeister nahmen am parallel stattfindenden Europapokal teil – mit Ausnahme der Meister Schwedens und Finnlands, die auf den Europapokal verzichteten. Die sportliche Qualifikation erfolgte gemäß der Abschlussplatzierungen des Vorjahres. Zusätzlich vergab die Internationale Eishockey-Föderation IIHF einige Wildcards, unter anderem an die Manchester Storm mit der kurz zuvor gebauten NYNEX Arena.
- Jokerit Helsinki (Meister der SM-liiga)
- TPS Turku (Vizemeister der SM-liiga)
- Lukko Rauma (Dritter der SM-liiga)
- Luleå HF (Meister der Elitserien)
- Västra Frölunda Göteborg (Vizemeister der Elitserien)
- Färjestad BK Karlstad (Hauptrundendritter der Elitserien)
- HC Chemopetrol Litvínov (Vizemeister der tschechischen Extraliga)
- HC Sparta Prag (Playoff-Halbfinalist der tschechischen Extraliga)
- HC České Budějovice (Playoff-Halbfinalist der tschechischen Extraliga)
- HK Dynamo Moskau (Vizemeister der Internationalen Hockey-Liga)
- HK ZSKA Moskau (Hauptrundenfünfzehnter der Internationalen Hockey-Liga)
- Kölner Haie (Vizemeister der Deutschen Eishockey Liga)
- Berlin Capitals (Hauptrundenzweiter der Deutschen Eishockey Liga)
- HC Slovan Bratislava (Dritter der slowakischen Extraliga)
- SC Bern (Vizemeister der Nationalliga A)
- Rouen Hockey Élite 76 (Vizemeister der Ligue Magnus)
- CE Wien (Hauptrundenvierter der Österreichischen Bundesliga)
- HC Milano 24 (Vizemeister der Serie A)
- Vålerenga IF Oslo (Vizemeister der Eliteserien)
- Manchester Storm (Meister der Division 1, Aufsteiger in die Ice Hockey Superleague)

| Jokerit Helsinki |

| TPS Turku |

| Luleå HF |

| Västra Frölunda |

| Färjestads BK |

| HC Litvínov |

| HC Sparta Prag |

| HC České Budějovice |

| HK Dynamo Moskau |

| HK ZSKA Moskau |

| Kölner Haie |

| Berlin Capitals |

| HC Slovan Bratislava |

| SC Bern |

| Rouen Hockey Élite |

| CE Wien |

| HC Milano 24 |

| Vålerenga IF Oslo |

| Manchester Storm |

## Gruppenphase
An der Gruppenphase, die zwischen September und Dezember 1999 ausgetragen wurde, nahmen insgesamt 20 Mannschaften in fünf Gruppen à vier Teams teil. Diese ermittelten im Ligasystem die Platzierungen. Der Gruppenerste jeder Gruppe und die drei punktbesten Gruppenzweiten erreichten das Viertelfinale.

### Gruppe A
In der Gruppe A erreichte der finnische Vizemeister TPS Turku souverän und als einziges der vier Teams der Gruppe das Viertelfinale. Mit Ausnahme des Heimspiels gegen Luleå HF aus Schweden, das mit einem Unentschieden endete, gewannen die Finnen sämtliche Partien. Luleå, mit sieben Punkten auf dem zweiten Platz, und der deutsche Vertreter Berlin Capitals, mit sechs Punkten Dritter, verloren zu viele Punkte und scheiterten. Als abgeschlagener Letzter und ohne Sieg bildeten die Manchester Storm als Vertreter der britischen Ice Hockey Superleague das Schlusslicht der Gruppe.
| September 1996 | Manchester Storm | 0:6 (0:3, 0:2, 0:1)  | TPS Turku        | NYNEX Arena, Manchester Zuschauer:           |
| September 1996 | Berlin Capitals  | 1:5 (0:1, 0:3, 1:1)  | Luleå HF         | Eissporthalle Jafféstraße, Berlin Zuschauer: |
| Oktober 1996   | TPS Turku        | 4:2 (2:1, 1:0, 1:1)  | Berlin Capitals  | Elysée Arena, Turku Zuschauer:               |
| Oktober 1996   | Luleå HF         | 10:6 (5:2, 2:2, 3:2) | Manchester Storm | Ishallen Delfinen, Luleå Zuschauer:          |
| Oktober 1996   | Manchester Storm | 2:4 (1:2, 1:1, 0:1)  | Berlin Capitals  | NYNEX Arena, Manchester Zuschauer:           |
| Oktober 1996   | TPS Turku        | 3:3 (2:1, 1:0, 0:2)  | Luleå HF         | Elysée Arena, Turku Zuschauer:               |
| November 1996  | Berlin Capitals  | 6:1 (1:0, 1:0, 4:1)  | Manchester Storm | Eissporthalle Jafféstraße, Berlin Zuschauer: |
| November 1996  | Luleå HF         | 0:3 (0:1, 0:1, 0:1)  | TPS Turku        | Ishallen Delfinen, Luleå Zuschauer:          |
| November 1996  | Manchester Storm | 0:11 (0:2, 0:5, 0:4) | Luleå HF         | NYNEX Arena, Manchester Zuschauer:           |
| November 1996  | Berlin Capitals  | 0:2 (0:0, 0:0, 0:2)  | TPS Turku        | Eissporthalle Jafféstraße, Berlin Zuschauer: |
| Dezember 1996  | Luleå HF         | 1:3 (0:1, 0:0, 1:2)  | Berlin Capitals  | Ishallen Delfinen, Luleå Zuschauer:          |
| Dezember 1996  | TPS Turku        | 2:1 (1:0, 1:1, 0:0)  | Manchester Storm | Elysée Arena, Turku Zuschauer:               |

| Pl. |                  | Sp | S | U | N | Tore  | Punkte |
| --- | ---------------- | -- | - | - | - | ----- | ------ |
| 1.  | TPS Turku        | 6  | 5 | 1 | 0 | 20:06 | 11:01  |
| 2.  | Luleå HF         | 6  | 3 | 1 | 2 | 30:16 | 07:05  |
| 3.  | Berlin Capitals  | 6  | 3 | 0 | 3 | 16:15 | 06:06  |
| 4.  | Manchester Storm | 6  | 0 | 0 | 6 | 10:39 | 00:12  |

### Gruppe B
Die ausgeglichene Gruppe B, in der jede der vier Mannschaften zumindest einmal gewinnen konnte, sah den russischen Vertreter HK Dynamo Moskau und HC České Budějovice aus Tschechien das Viertelfinale erreichen. Das Weiterkommen der Tschechen war vor allem durch drei Siege in den jeweiligen Rückspielen geprägt, nachdem sie in den vorangegangenen drei Partien nur zu zwei Unentschieden gekommen waren und überraschend Vålerenga IF Oslo unterlegen waren. Der Sieg Oslos war zugleich ihr einziger, wodurch sie als Gruppenletzter ausschieden, ebenso wie Färjestad BK Karlstad als Tabellendritter mit 5:7 Punkten.
| September 1996 | HK Dynamo Moskau      | 5:0 (1:0, 2:0, 2:0) | Färjestad BK Karlstad | Sportpalast Luschniki, Moskau Zuschauer: |
| September 1996 | Vålerenga IF Oslo     | 2:1 (0:1, 1:0, 1:0) | HC České Budějovice   | Jordal Amfi, Oslo Zuschauer:             |
| Oktober 1996   | HC České Budějovice   | 1:1 (0:0, 1:0, 0:1) | HK Dynamo Moskau      | Prestava Aréna, Budweis Zuschauer:       |
| Oktober 1996   | Färjestad BK Karlstad | 7:2 (4:0, 2:0, 1:2) | Vålerenga IF Oslo     | Isstadion, Karlstad Zuschauer:           |
| Oktober 1996   | Vålerenga IF Oslo     | 1:8 (0:3, 0:2, 1:3) | HK Dynamo Moskau      | Jordal Amfi, Oslo Zuschauer:             |
| Oktober 1996   | HC České Budějovice   | 3:3 (1:1, 1:1, 1:1) | Färjestad BK Karlstad | Prestava Aréna, Budweis Zuschauer:       |
| November 1996  | HK Dynamo Moskau      | 3:2 (0:1, 1:0, 2:1) | Vålerenga IF Oslo     | Sportpalast Luschniki, Moskau Zuschauer: |
| November 1996  | Färjestad BK Karlstad | 3:5 (2:2, 1:0, 0:3) | HC České Budějovice   | Isstadion, Karlstad Zuschauer:           |
| November 1996  | Vålerenga IF Oslo     | 1:4 (1:0, 0:2, 0:2) | Färjestad BK Karlstad | Jordal Amfi, Oslo Zuschauer:             |
| November 1996  | HK Dynamo Moskau      | 2:6 (2:3, 0:1, 0:2) | HC České Budějovice   | Sportpalast Luschniki, Moskau Zuschauer: |
| Dezember 1996  | HC České Budějovice   | 2:1 (0:0, 1:0, 1:1) | Vålerenga IF Oslo     | Prestava Aréna, Budweis Zuschauer:       |
| Dezember 1996  | Färjestad BK Karlstad | 1:2 (0:2, 1:0, 0:0) | HK Dynamo Moskau      | Isstadion, Karlstad Zuschauer:           |

| Pl. |                       | Sp | S | U | N | Tore  | Punkte |
| --- | --------------------- | -- | - | - | - | ----- | ------ |
| 1.  | HK Dynamo Moskau      | 6  | 4 | 1 | 1 | 21:11 | 09:03  |
| 2.  | HC České Budějovice   | 6  | 3 | 2 | 1 | 18:12 | 08:04  |
| 3.  | Färjestad BK Karlstad | 6  | 2 | 1 | 3 | 18:18 | 05:07  |
| 4.  | Vålerenga IF Oslo     | 6  | 1 | 0 | 5 | 09:25 | 02:10  |

### Gruppe C
Aus der Gruppe C schafften der HC Sparta Prag und HC Slovan Bratislava das Viertelfinale zu erreichen. Während Bratislava zu den positiven Erscheinungen der Vorrunde gehörte, enttäuschte der russische Armeeklub und Seriensieger des Europapokals, HK ZSKA Moskau, auf ganzer Linie und schied mit lediglich drei Siegen aus. Ebenso enttäuschend verlief die Vorrunde für den einzigen Vertreter aus Österreich, den CE Wien, der alle Partien deutlich verlor, darunter zwei mit acht oder mehr Toren Unterschied. 
Für Prag war das Erreichen der nächsten Runde als Tabellenerster umso erstaunlicher, da die Mannschaft von der Reise zum zweiten Vorrundenspiel in Moskau eine langwierige Lebensmittelvergiftung davontrug, die sie in der Folge zwang, Spiele zu verlegen.
| September 1996 | HC Sparta Prag       | 9:1 (3:1, 3:0, 3:1) | CE Wien              | Sportovní hala, Prag Zuschauer:                     |
| September 1996 | HC Slovan Bratislava | 7:3 (2:1, 4:2, 1:0) | HK ZSKA Moskau       | Zimný štadión Ondreja Nepelu, Bratislava Zuschauer: |
| Oktober 1996   | HK ZSKA Moskau       | 4:1 (1:0, 1:1, 2:0) | HC Sparta Prag       | ZSKA-Eissportpalast, Moskau Zuschauer:              |
| Oktober 1996   | CE Wien              | 0:9 (0:2, 0:3, 0:4) | HC Slovan Bratislava | Albert-Schultz-Eishalle, Wien Zuschauer:            |
| Oktober 1996   | HK ZSKA Moskau       | 5:2 (1:0, 3:2, 1:0) | CE Wien              | ZSKA-Eissportpalast, Moskau Zuschauer:              |
| Oktober 1996   | HC Slovan Bratislava | 1:5 (1:2, 0:2, 0:1) | HC Sparta Prag       | Zimný štadión Ondreja Nepelu, Bratislava Zuschauer: |
| November 1996  | HC Sparta Prag       | 5:3 (1:1, 3:2, 1:0) | HC Slovan Bratislava | Sportovní hala, Prag Zuschauer:                     |
| November 1996  | CE Wien              | 1:5 (1:2, 0:1, 0:2) | HK ZSKA Moskau       | Albert-Schultz-Eishalle, Wien Zuschauer:            |
| November 1996  | HC Sparta Prag       | 4:2 (2:2, 2:0, 0:0) | HK ZSKA Moskau       | Sportovní hala, Prag Zuschauer:                     |
| November 1996  | HC Slovan Bratislava | 6:5 (2:2, 2:2, 2:1) | CE Wien              | Zimný štadión Ondreja Nepelu, Bratislava Zuschauer: |
| Dezember 1996  | HK ZSKA Moskau       | 1:2 (0:0, 0:1, 1:1) | HC Slovan Bratislava | ZSKA-Eissportpalast, Moskau Zuschauer:              |
| Dezember 1996  | CE Wien              | 3:4 (1:2, 0:0, 2:2) | HC Sparta Prag       | Albert-Schultz-Eishalle, Wien Zuschauer:            |

| Pl. |                      | Sp | S | U | N | Tore  | Punkte |
| --- | -------------------- | -- | - | - | - | ----- | ------ |
| 1.  | HC Sparta Prag       | 6  | 5 | 0 | 1 | 28:14 | 10:02  |
| 2.  | HC Slovan Bratislava | 6  | 4 | 0 | 2 | 28:19 | 08:04  |
| 3.  | HK ZSKA Moskau       | 6  | 3 | 0 | 3 | 20:17 | 06:06  |
| 4.  | CE Wien              | 6  | 0 | 0 | 6 | 12:38 | 00:12  |

### Gruppe D
Im Pool D zeichnete sich bereits frühzeitig die Favoritenstellung des amtierenden finnischen Meisters Jokerit Helsinki ab. Nachdem sie ihre ersten drei Partien allesamt gewonnen hatten und sich die Kölner Haie und der SC Bern – die beiden weiteren Anwärter auf den Gruppensieg – unentschieden getrennt hatten, führten sie die Gruppe unangefochten an. Da weder Köln noch Bern auch aus dem zweiten Vergleich die Maximalpunktzahl mitnehmen konnten, erreichten lediglich die Finnen die Viertelfinalrunde. Der italienische Vertreter HC Milano 24 schied mit sechs Niederlagen aus sechs Begegnungen ebenfalls aus.
| September 1996   | HC Milano 24     | 1:6 (0:1, 0:3, 1:2)  | Kölner Haie      | Pala Agorà, Mailand Zuschauer:           |
| September 1996   | Jokerit Helsinki | 3:1 (0:0, 0:1, 3:0)  | SC Bern          | Hartwall Areena, Helsinki Zuschauer:     |
| 8. Oktober 1996  | Kölner Haie      | 0:1 (0:0, 0:0, 0:1)  | Jokerit Helsinki | Eis- und Schwimmstadion, Köln Zuschauer: |
| 8. Oktober 1996  | SC Bern          | 8:4 (2:0, 2:3, 4:1)  | HC Milano 24     | Eisstadion Allmend, Bern Zuschauer:      |
| 22. Oktober 1996 | HC Milano 24     | 0:11 (0:7, 0:3, 0:1) | Jokerit Helsinki | Pala Agorà, Mailand Zuschauer:           |
| 22. Oktober 1996 | Kölner Haie      | 2:2 (1:0, 1:2, 0:0)  | SC Bern          | Eis- und Schwimmstadion, Köln Zuschauer: |
| November 1996    | Jokerit Helsinki | 7:4 (0:0, 5:2, 2:2)  | HC Milano 24     | Hartwall Areena, Helsinki Zuschauer:     |
| November 1996    | SC Bern          | 3:3 (2:1, 0:1, 1:1)  | Kölner Haie      | Eisstadion Allmend, Bern Zuschauer:      |
| November 1996    | Jokerit Helsinki | 3:2 (1:0, 0:1, 2:1)  | Kölner Haie      | Hartwall Areena, Helsinki Zuschauer:     |
| November 1996    | HC Milano 24     | 3:4 (2:1, 0:1, 1:2)  | SC Bern          | Pala Agorà, Mailand Zuschauer:           |
| Dezember 1996    | Kölner Haie      | 3:0 (0:0, 1:0, 2:0)  | HC Milano 24     | Eis- und Schwimmstadion, Köln Zuschauer: |
| Dezember 1996    | SC Bern          | 2:3 (0:0, 1:0, 1:3)  | Jokerit Helsinki | Eisstadion Allmend, Bern Zuschauer:      |

| Pl. |                  | Sp | S | U | N | Tore  | Punkte |
| --- | ---------------- | -- | - | - | - | ----- | ------ |
| 1.  | Jokerit Helsinki | 6  | 6 | 0 | 0 | 28:09 | 12:0   |
| 2.  | Kölner Haie      | 6  | 2 | 2 | 2 | 16:10 | 06:06  |
| 3.  | SC Bern          | 6  | 2 | 2 | 2 | 20:18 | 06:06  |
| 4.  | HC Milano 24     | 6  | 0 | 0 | 6 | 12:39 | 00:12  |

### Gruppe E
Ebenso ausgeglichen wie die Gruppe B präsentierte sich die Gruppe E, in der sich der Gruppensieger Västra Frölunda Göteborg aus Schweden und der Zweitplatzierte HC Chemopetrol Litvínov aus Tschechien für die Viertelfinalspiele qualifizierten. Im Gegensatz zur Gruppe B konnte der Tabellenletzte Rouen Hockey Élite 76 aber keine Partie gewinnen, sondern lediglich zwei Unentschieden erreichen. Den dritten Platz belegte Lukko Rauma, die nach Erfolgen in den ersten beiden Spielen nur noch einen Punkt aus den folgenden vier Begegnungen holen konnten.
| September 1996 | Västra Frölunda Göteborg | 1:2 (1:1, 0:0, 0:1) | Lukko Rauma              | Scandinavium, Göteborg Zuschauer:           |
| September 1996 | Rouen Hockey Élite 76    | 3:3 (0:1, 2:1, 1:1) | HC Chemopetrol Litvínov  | Île Lacroix, Rouen Zuschauer:               |
| Oktober 1996   | Lukko Rauma              | 4:2 (2:0, 1:1, 1:1) | Rouen Hockey Élite 76    | Äijänsuo Areena, Rauma Zuschauer:           |
| Oktober 1996   | HC Chemopetrol Litvínov  | 1:1 (0:1, 1:0, 0:0) | Västra Frölunda Göteborg | Zimní stadion Litvínov, Litvínov Zuschauer: |
| Oktober 1996   | Lukko Rauma              | 3:5 (2:2, 1:0, 0:3) | HC Chemopetrol Litvínov  | Äijänsuo Areena, Rauma Zuschauer:           |
| Oktober 1996   | Västra Frölunda Göteborg | 8:0 (3:0, 1:0, 4:0) | Rouen Hockey Élite 76    | Scandinavium, Göteborg Zuschauer:           |
| November 1996  | HC Chemopetrol Litvínov  | 9:4 (-:-, -:-, -:-) | Lukko Rauma              | Zimní stadion Litvínov, Litvínov Zuschauer: |
| November 1996  | Rouen Hockey Élite 76    | 2:3 (-:-, -:-, -:-) | Västra Frölunda Göteborg | Île Lacroix, Rouen Zuschauer:               |
| November 1996  | Rouen Hockey Élite 76    | 7:7 (1:0, 3:1, 3:6) | Lukko Rauma              | Île Lacroix, Rouen Zuschauer:               |
| November 1996  | Västra Frölunda Göteborg | 6:2 (3:1, 2:0, 1:1) | HC Chemopetrol Litvínov  | Scandinavium, Göteborg Zuschauer:           |
| Dezember 1996  | Lukko Rauma              | 3:4 (-:-, -:-, -:-) | Västra Frölunda Göteborg | Äijänsuo Areena, Rauma Zuschauer:           |
| Dezember 1996  | HC Chemopetrol Litvínov  | 4:2 (-:-, -:-, -:-) | Rouen Hockey Élite 76    | Zimní stadion Litvínov, Litvínov Zuschauer: |

| Pl. |                          | Sp | S | U | N | Tore  | Punkte |
| --- | ------------------------ | -- | - | - | - | ----- | ------ |
| 1.  | Västra Frölunda Göteborg | 6  | 4 | 1 | 1 | 23:10 | 09:03  |
| 2.  | HC Chemopetrol Litvínov  | 6  | 3 | 2 | 1 | 24:19 | 08:04  |
| 3.  | Lukko Rauma              | 6  | 2 | 1 | 3 | 23:28 | 05:07  |
| 4.  | Rouen Hockey Élite 76    | 6  | 0 | 2 | 4 | 16:29 | 02:10  |

## Finalrunde
Für die Finalrunde qualifizierten sich jeweils die Erstplatzierten sowie die drei punktbesten Zweitplatzierten der fünf Vorrundengruppen. Im Viertelfinale trafen jeweils zwei Mannschaften in Hin- und Rückspiel aufeinander. Wenn beide Mannschaften jeweils ein Spiel gewonnen hatten und die gleiche Anzahl von erzielten Toren aufwiesen, oder beide Partien Unentschieden endeten, gab es im Anschluss an die zweite Partie eine entscheidende Verlängerung oder falls notwendig ein Penaltyschießen, das beim Stand von 0:0 begann. Das Torverhältnis spielte keine Rolle. Die vier siegreichen Mannschaften der Vergleiche erreichten schließlich das Final Four.
Das Halbfinale sowie die beiden Platzierungsspiele wurden in nur einem Duell entschieden. Bei einem Unentschieden nach der regulären Spielzeit folgte im Anschluss ebenfalls eine Verlängerung und falls notwendig ein Penaltyschießen.
|  | Viertelfinale | Viertelfinale            | Viertelfinale |  |  | Halbfinale | Halbfinale               | Halbfinale |  |  | Finale           | Finale                   | Finale           |
|  |               |                          |               |  |  |            |                          |            |  |  |                  |                          |                  |
|  | A1            | TPS Turku                | 2             |  |  |            |                          |            |  |  |                  |                          |                  |
|  | E2            | HC Chemopetrol Litvínov  | 0             |  |  |            |                          |            |  |  |                  |                          |                  |
|  |               |                          |               |  |  | A1         | TPS Turku                | 5          |  |  |                  |                          |                  |
|  |               |                          |               |  |  | C1         | HC Sparta Prag           | 3          |  |  |                  |                          |                  |
|  | C1            | HC Sparta Prag           | 1             |  |  |            |                          |            |  |  |                  |                          |                  |
|  | B2            | HC České Budějovice      | 0             |  |  |            |                          |            |  |  |                  |                          |                  |
|  |               |                          |               |  |  |            |                          |            |  |  | A1               | TPS Turku                | 5                |
|  |               |                          |               |  |  |            |                          |            |  |  | B1               | HK Dynamo Moskau         | 2                |
|  | B1            | HK Dynamo Moskau         | 2             |  |  |            |                          |            |  |  |                  |                          |                  |
|  | C2            | HC Slovan Bratislava     | 0             |  |  |            |                          |            |  |  |                  |                          |                  |
|  |               |                          |               |  |  | B1         | HK Dynamo Moskau         | 3          |  |  |                  |                          |                  |
|  |               |                          |               |  |  | E1         | Västra Frölunda Göteborg | 2          |  |  | Spiel um Platz 3 | Spiel um Platz 3         | Spiel um Platz 3 |
|  | D1            | Jokerit Helsinki         | 0             |  |  |            |                          |            |  |  | C1               | HC Sparta Prag           | 3                |
|  | E1            | Västra Frölunda Göteborg | 1             |  |  |            |                          |            |  |  | E1               | Västra Frölunda Göteborg | 4                |

### Viertelfinale
Für das Viertelfinale qualifizierten sich nach Abschluss der Gruppenphase zwei Meister, vier Vizemeister sowie zwei Mannschaften, die in der nationalen Meisterschaft weiter dahinter platziert waren. Als einziges Land war Tschechien noch mit drei Mannschaften im Wettbewerb vertreten, Finnland mit zwei.
Während sich in den Partien zwischen Turku und Litvínov sowie Moskau und Bratislava die Mannschaften aus Turku und Moskau mit zwei Siegen souverän durchsetzten, gewannen im rein skandinavischen Duell zwischen Göteborg und Helsinki sowie dem tschechischen Duell zwischen České Budějovice und Prag jeweils nur Prag sein Heimspiel und Göteborg überraschend in der Hartwall Areena von Helsinki. Da die anderen Partien unentschieden endeten, konnten Göteborg und Prag das Ticket zum Final Four lösen.
| Januar 1997 | HC Chemopetrol Litvínov | 0:2 (0:1, 0:0, 0:1) | TPS Turku               | Zimní stadion Litvínov, Litvínov Zuschauer: |
| Januar 1997 | TPS Turku               | 4:2 (1:2, 1:0, 2:0) | HC Chemopetrol Litvínov | Elysée Arena, Turku Zuschauer:              |

| Januar 1997 | HC České Budějovice | 2:2 (1:0, 0:1, 1:1) | HC Sparta Prag      | Prestava Aréna, Budweis Zuschauer: |
| Januar 1997 | HC Sparta Prag      | 9:3 (1:0, 6:0, 2:3) | HC České Budějovice | Sportovní hala, Prag Zuschauer:    |

| Januar 1997 | HC Slovan Bratislava | 1:5 (0:0, 1:3, 0:2) | HK Dynamo Moskau     | Zimný štadión Ondreja Nepelu, Bratislava Zuschauer: |
| Januar 1997 | HK Dynamo Moskau     | 3:1 (0:1, 0:0, 3:0) | HC Slovan Bratislava | Sportpalast Luschniki, Moskau Zuschauer:            |

| Januar 1997 | Västra Frölunda Göteborg | 1:1 (1:0, 0:1, 0:0) | Jokerit Helsinki         | Scandinavium, Göteborg Zuschauer:    |
| Januar 1997 | Jokerit Helsinki         | 1:2 (0:0, 0:2, 1:0) | Västra Frölunda Göteborg | Hartwall Areena, Helsinki Zuschauer: |

### Final Four
Das Final Four mit den beiden Halbfinalpartien sowie den folgenden Platzierungsspielen um den dritten Platz und Finalsieg fand am 25. und 26. Januar 1997 in der Elysée Arena im finnischen Turku statt.

#### Halbfinale
Im Halbfinale trafen der Gastgeber Turku auf Prag und Moskau auf Västra Frölunda aus Göteborg. Das erste Halbfinale sah den Turnierveranstalter in eigener Halle, durch einen 5:3-Sieg, das Finale am folgenden Tag erreichen. In der zweiten Partie setzte sich der russische Traditionsklub gegen den Überraschungs-Halbfinalisten aus Schweden erst in der Verlängerung mit 3:2 durch.
| 25. Januar 1997 | TPS Turku        | 5:3 (1:1, 1:1, 3:1)            | HC Sparta Prag           | Elysée Arena, Turku Zuschauer: |
| 25. Januar 1997 | HK Dynamo Moskau | 3:2 n. V. (1:0, 0:1, 1:1, 1:0) | Västra Frölunda Göteborg | Elysée Arena, Turku Zuschauer: |

#### Spiel um Platz 3
Das Spiel um den dritten Platz zeigte eine abwechslungsreiche Partie, die Västra Frölunda knapp mit 4:3 gewann. Zum Ende des ersten Drittels hatten sie bereits mit zwei Toren geführt, doch den tschechischen Hauptstädtern war es im Mittelabschnitt gelungen den Spielstand auf ein Tor zu verkürzen.
| 26. Januar 1997 | HC Sparta Prag | 3:4 (0:2, 2:1, 1:1) | Västra Frölunda Göteborg | Elysée Arena, Turku Zuschauer: |

#### Finale
Mit einem 5:2-Sieg über Moskau gewann Turku das erste Finale der European Hockey League und sicherte sich somit erstmals die Silver Stone Trophy. Turkus Stürmer Sami Mettovaara hatte mit einem Hattrick im Finalspiel maßgeblichen Anteil am Gewinn des Titels. Entscheidend für den Sieg war aber der zwischenzeitliche 3:2-Führungstreffer Turkus zur Hälfte der Partie, nachdem die Moskowiter eine Minute zuvor den 2:2-Ausgleich durch den zweifachen Torschützen Dmitri Tschumatschenko erzielt hatten.
| 26. Januar 1997 | TPS Turku S. Mettovaara (8.) K. Timonen (27.) S. Mettovaara (29.) T. Suursoo (46.) S. Mettovaara (60.) | 5:2 (1:0, 2:2, 2:0) | HK Dynamo Moskau D. Tschumatschenko (23.) D. Tschumatschenko (28.) | Elysée Arena, Turku Zuschauer: 8.116 |

## Statistik

### Beste Scorer
Abkürzungen: Sp = Spiele, T = Tore, V = Vorlagen, Pkt = Punkte, +/- = Plus/Minus; Fett: Turnierbestwert
| Spieler          | Team             | Sp | T | V | Pkt | +/− | SM |
| ---------------- | ---------------- | -- | - | - | --- | --- | -- |
| Jiří Zelenka     | Prag             | 10 | 7 | 7 | 14  | +7  | 4  |
| Richard Žemlička | Prag             | 9  | 7 | 6 | 13  | +8  | 4  |
| Filip Turek      | České Budějovice | 8  | 4 | 8 | 12  | +8  | 2  |
| Niklas Sundblad  | Turku            | 10 | 3 | 9 | 12  | +17 | 12 |
| Zdeno Cíger      | Bratislava       | 8  | 5 | 6 | 11  | +5  | 4  |
| Gaetano Orlando  | Bern             | 6  | 4 | 7 | 11  | +6  | 10 |
| Petri Varis      | Helsinki         | 8  | 2 | 9 | 11  | +10 | 16 |
| Roman Horák      | Prag             | 9  | 2 | 9 | 11  | +8  | 2  |
| David Výborný    | Prag             | 10 | 6 | 4 | 10  | +8  | 6  |
| Martin Rousek    | Litvínov         | 8  | 4 | 6 | 10  | +10 | 4  |

## Auszeichnungen
Spielertrophäen
| Auszeichnung       | Spieler          | Team                     |
| ------------------ | ---------------- | ------------------------ |
| Bester Torhüter    | Jewgeni Nabokow  | HK Dynamo Moskau         |
| Bester Verteidiger | Ronnie Sundin    | Västra Frölunda Göteborg |
| Bester Stürmer     | Marcus Thuresson | TPS Turku                |

All-Star-Team des Final Four
| Angriff:      | Richard Žemlička – Antti Aalto – Alexander Charitonow |
| Verteidigung: | Ronnie Sundin – Hannu Virta                           |
| Tor:          | Jani Hurme                                            |

### Siegermannschaft
| European-Hockey-League-Sieger TPS Turku | Torhüter: Jani Hurme, Kimmo Lecklin, Fredrik Norrena Verteidiger: Teemu Elomo, Mika Koivunen, Mika Lehtinen, Riku-Petteri Lehtonen, Sami Salo, Andrei Skopinzew, Kārlis Skrastiņš, Mikko Sokka, Kimmo Timonen, Hannu Virta Angreifer: Antti Aalto, Mikko Eloranta, Hannes Hyvönen, Juho Jokinen, Tomi Kallio, Jani Kiviharju, Sami Mettovaara, Tommi Miettinen, Kimmo Rintanen, Miikka Rousu, Simo Rouvali, Niklas Sundblad, Toivo Suursoo, Harri Suvanto, Marcus Thuresson Cheftrainer: Wladimir Jursinow |